# Füllfaktor (Nuten)
Als Füllfaktor bezeichnet man in der Spulenwickeltechnik das Verhältnis der effektiven Querschnittsfläche der Kupferleiter zur theoretisch maximalen Querschnittsfläche des verfügbaren Wickelfensters (z. B. in einem Elektromotor, Transformator, oder Relais).
Bei gegebener Geometrie wird ein Füllfaktor von 100 % angestrebt, um Kupferverluste möglichst zu minimieren. Bei Runddraht wird der Querschnitt nicht voll ausgenutzt und daher auf ein theoretisches Maximum von ca. 78 % (≈ π/4) beschränkt. Wicklungs- und Drahtisolation sowie Drahteinführung verschlechtern den Füllfaktor weiter. Bei großen Maschinen und dicken Volldrähten werden rechteckige Profildrähte verwendet, wodurch Füllfaktoren bis über 90 % erreicht werden. Bei sehr dünnen Drähten kann ein vollkommen regelmäßiger Lagenaufbau nicht mehr gewährleistet werden (Drahtüberkreuzungen usw.), wodurch der Füllfaktor unter 50 % sinken kann. Bei HF-Litzen mit vielen dünnen Einzeldrähten ist der Füllfaktor innerhalb der Litze bereits sehr schlecht, wodurch sich der Gesamtfüllfaktor ebenfalls drastisch verkleinert.